# Pseudoromicia roseveari
Pseudoromicia roseveari — вид рукокрилих родини лиликових (Vespertilionidae). 

## Поширення, поведінка
Цей вид відомий тільки з двох осіб, захоплених на горі Німба, Ліберія. Напевно, живе в тропічних лісах між 450 і 550 метрів над рівнем моря. Харчується комахами.

## Морфологія
Невеликого розміру, із загальною довжиною між 89 і 91 мм, довжина передпліччя 37,1 мм, довжина хвоста від 39 до 47 мм, довжина стопи від 8 мм і довжиною вух між 13 і 14 мм.
Загальний колір тіла шоколадний, з основою волосся трохи більш темною в черевній частині. Вуха відносно короткі й округлі. Крилові мембрани темно-коричневі. Хвіст довгий.